# BV Rheine
Der BV Rheine war ein Sportverein aus Rheine im Kreis Steinfurt. Die erste Fußballmannschaft spielte zwei Jahre lang in der höchsten Amateurliga Westfalens.

## Geschichte
Der Verein wurde am 22. August 1910 als SV Tubantia Rheine gegründet, als sich die Fußballabteilung des TV Kümpersdorf selbständig machte. Im Jahre 1925 erfolgte die Umbenennung in BV Rheine. Nach dem Zweiten Weltkrieg spielte der BV zunächst in der Bezirksklasse Emsland. Dort wurde die Mannschaft 1950 Vizemeister hinter dem Lokalrivalen Borussia Rheine und stieg in die neu geschaffene 2. Landesliga Westfalen auf. Zwei Jahre später rückte die Mannschaft nach der Auflösung der 2. Landesliga in die Landesliga Westfalen auf, die seinerzeit die höchste Amateurliga des Landes war.
Nach einem fünften Platz in der Saison 1952/53 folgte 1955 der Abstieg in die Bezirksklasse. Dem BV gelang der direkte Wiederaufstieg. Wie schon 1950 war die Mannschaft Vizemeister hinter der Borussia geworden und profitierte von einem erhöhten Aufstieg in Folge der Einführung der Verbandsliga Westfalen. Schon 1959 stieg der BV erneut in die Bezirksklasse ab und sollte nicht wiederkommen. 
Am 12. Juli 1969 fusionierte der BV mit der SpVgg Rheine zum FC Rheine. Dieser stieg im gleichen Jahr in die Landesliga auf und fusionierte am 27. Juni 1971 mit dem Borussia-Nachfolger Rot-Weiß Rheine zum VfB Rheine, der wiederum am 10. Juli 1994 in dem FC Eintracht Rheine aufging.